# II. József altárna

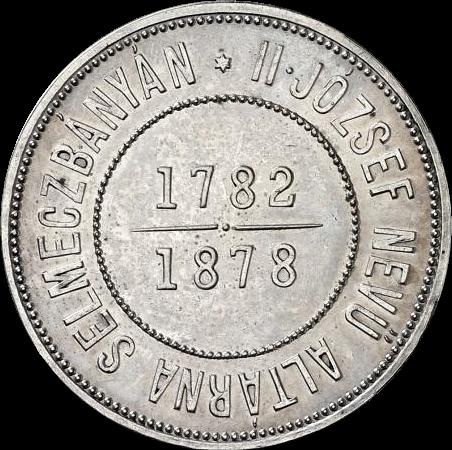
Egyforintos ezüst emlékérme a II. József altárna áttörése alkalmából (1878)

A II. József altárna a selmeci bányavidék bányavizeit vezeti le a Garamba; korának egyik kiemelkedő műszaki teljesítménye, elkészültekor a világ leghosszabb tárnája, Magyarország és egyúttal a Monarchia bányászatának büszkesége volt. Hossza a Garam völgyétől a Ferenc József aknáig 16 538 m, a 76 m mélyen húzódó tárna 1782–1879 között, 97 éven át épült összesen mintegy 4,6 millió forint (ezüstértéken átszámolva ez 2011 augusztusában mintegy 12,5 milliárd forintnak felel meg) költséggel az állam és néhány bányatársaság beruházásában. Az új altárna építését 1780-ban úgy tervezték, hogy az addig meglévő 10 altárnánál is mélyebb legyen, nagy területet mentesítve a bányavíztől. Az építést 1782-ben kezdték meg a Garam felől, a fővágat áttörése 1878. október 5-én történt, az altárna végső átadása 1879. október 21-én volt. A munka nagyrészt Gretzmacher Gyula és Tirscher József mérnökök felmérésein alapult.